# 分娩高潮
分娩高潮是指在分娩期間所出現的性高潮。一些女性会以性刺激的方式去減輕宫缩，並以此替代麻醉药物。波斯特爾（Postel）於2013年發表了一項調查，当中多於85％的受訪助產士表示，女性可能会在生产时体会到性愉悦，69％則表示他們曾觀察到這樣的情況。